# دونالد فرانك
دونالد فرانك (بالإنجليزية: Donald Frank)‏ هو لاعب كرة قدم أمريكية أمريكي، ولد في 24 أكتوبر 1965 في مقاطعة إيجكوم في الولايات المتحدة.

## وصلات خارجية
- دونالد فرانك على موقع مرجع كرة القدم المحترفة.كوم (الإنجليزية)